# Duron Harmon
Pour les articles homonymes, voir Harmon.
(en) Statistiques sur pro-football-reference
Duron Harmon (né le 24 janvier 1991 à Magnolia, Delaware) est un joueur américain de football américain évoluant au poste de safety. Sélectionné lors de la draft 2013 de la NFL en 91e position par les Patriots de la Nouvelle-Angleterre, il remporte les Super Bowls XLIX et Super Bowl LI avec l'équipe.

## Biographie

### Carrière universitaire
Duron Harmon joue pour les Scarlet Knights de Rutgers de 2009 à 2012. 

### Carrière professionnelle
Sélectionné en 91e position lors de la draft 2013 de la NFL, Duron Harmon signe un contrat de quatre ans avec les Patriots de la Nouvelle-Angleterre le 13 mai 2013.
Lors des rencontres éliminatoires de la saison 2014, il intercepte Joe Flacco en fin de rencontre et réalise l'action décisive. Quelques semaines plus tard, il remporte avec les Patriots le XLIX.
En 2016, Harmon intercepte Brock Osweiler tout comme ses coéquipiers Devin McCourty et Logan Ryan, tous trois anciens joueurs des Scarlet Knights de Rutgers. Il contribue à remporter son deuxième Super Bowl avec la victoire contre les Falcons d'Atlanta lors du Super Bowl LI. 
Le 9 mars 2017, Harmon signe un nouveau contrat de quatre ans avec les Patriots. 

## Palmarès
- Vainqueur des Super Bowls XLIX et Super Bowl LI avec les Patriots de la Nouvelle-Angleterre